# Genthin

Genthin este un oraș din landul Saxonia-Anhalt, Germania. Orașul se află amplasat pe canalul Elba-Havel la est de fluviul Elba între Berlin și Magdeburg.

## Localități aparținătoare
- Altenplathow
- Genthin-Wald
- Fienerode
- Hüttermühle
- Mollenberg
- Mützel
- Parchen
- Wiechenberg
- Tucheim cu Ringelsdorf, Wülpen și Holzhaus
- Gladau cu Dretzel și Schattberge
- Paplitz cu Gehlsdorf

## Clima
Regiunea are o climă cu ierni blânde și veri răcoroase. Temperatura medie este de 8,6 °C, iar cantitate medie anuală a precipitațiilor este de 524 mm.

## Istoric
În documentele istorice este pentru oară în 1144 este amintită cetatea care era proprietatea familiei nobiliare "von Plotho". Localitatea este amintită ca Genthin în 1171, iar în 1459 este numit Oppidum. Privilegiul de oraș târg îi este acordat în anul 1539, orașul era administrat de episcopatul din Magdeburg și încasa vamă. Prin Pacea Westfalică, în 1648 aparține de principele de Magdeburg. Între anii 1682 - 1683 locuitorii sunt decimați de pestă, iar orașul este distrus de un incendiu. Biserica parohială este construită între 1707 - 1722 după planul lui Georg Preusser din Magdeburg. Un oficiu poștal este deschis în 1720, poștalionul aparținând companiei "Gelben Reiter" (Călăreții galbeni). Canalul Plauer este construit între 1743 - 1745, el va fi legat ulterior prin canalul Elba-Havel de râul Elba. Canalul va scurta drumul pe apă spre Berlin cu ca. 150 km. În perioada de idustrializare în oraș este construită de comerciantul Pieschel, o fabrică de prelucrare a produselor agricole. Pischel pentru meritele sale, este ridicat la rangul de nobil, de regele Frederic Wilhelm al III-lea al Prusiei. Genthin va fi legat de orașele prin o rețea de șosele și în 1868 prin o linie de cale ferată „Kleinbahn AG“. Legăturile rutiere, feroviare și navale au favorizat dezvoltarea industrială a orașului. Aici va apare o fabrică de cărămidă, docuri pentru repararea navelor, fabrică de detergenți și o fabrică de zahăr. În decembrie 1939 aici are loc cea mai mare catastrofă feroviară din Germania, care s-a soldat cu 278 de morți și 453 de răniți. În afara orașului în 1943 a existat  lagărul de concentrare Ravensbrück, unde au fost internați ca. 1000 de persoane ca prinzionieri de război sau deținuți politici. Aceștia au lucrat în fabrica de muniții "Silva-Metallwerke GmbH". În lagăr se lucra în condiții inumane, unii din deținuți ar fi fost îmușcați din cauza unei revolte. Deținuții lagărului au fost eliberați de armata americană. Numărul locuitorilor orașului a crescut considerabil prin sosirea grupurilor de refugiați din regiunile de răsărit a Germaniei.
În iulie 2009 au fost integrate orașului comunele Gladau, Paplitz și Tucheim.

## Personalități marcante
- Walter Model (1891–1945), general german